# San Fernando (Coronel Portillo)
San Fernando es una localidad peruana capital del distrito de Manantay, ubicado en la provincia de Coronel Portillo en el departamento del Ucayali. Hasta 2006 fue parte del distrito de Callería como zona sur de la ciudad de Pucallpa.
Fue fundada por un grupo de inmigrantes que buscaban asentarse en las afueras de la Pucallpa en busca de mejores condiciones de vida. La localidad está conectada al centro de Pucallpa a través de las avenidas San Martín y Túpac Amaru. La quebrada Yumantay por el Este y la avenida Centenario por el Norte marcan el límite con el distrito de Callería. 
Su población es de alrededor de 90.000 hab., distribuidos en aproximadamente 100 asentamientos humanos reconocidos.